# واداشت
واداشت، روستایی در دهستان بمانی بخش بمانی شهرستان سیریک در استان هرمزگان ایران است.

## جمعیت
بر پایه سرشماری عمومی نفوس و مسکن در سال ۱۳۹۵، جمعیت این روستا برابر با ۲۳۴ نفر (۵۸ خانوار) بوده‌است.